# Olympische Sommerspiele 2004/Teilnehmer (Guinea-Bissau)
| Gelbes Symbol für Goldmedaillen mit stilisierten Olympischen Ringen | Graues Symbol für Silbermedaillen mit stilisierten Olympischen Ringen | Braundes Symbol für Bronzemedaillen mit stilisierten Olympischen Ringen |
| ------------------------------------------------------------------- | --------------------------------------------------------------------- | ----------------------------------------------------------------------- |
| —                                                                   | —                                                                     | —                                                                       |

Guinea-Bissau nahm an den Olympischen Sommerspielen 2004 in der griechischen Hauptstadt Athen mit drei Sportlern, zwei Frauen und einem Mann, teil.

## Teilnehmer nach Sportarten

### Leichtathletik
- Danilson Ricciuli
400 Meter Männer: Vorläufe

- Anhel Cape
800 Meter Frauen: DNF

### Ringen
- Leopoldina Ross
Klasse bis 48 kg (Fliegengewicht) Frauen Freistil: Vorrunde